# Viviennea salma
Viviennea salma är en fjärilsart som beskrevs av Druce 1896. Viviennea salma ingår i släktet Viviennea och familjen björnspinnare. Inga underarter finns listade i Catalogue of Life.